# Чемпіонат Азії з боротьби 2014
Чемпіонат Азії з боротьби 2014 пройшов з 23 — 27 квітня 2014 року в Астані, Казахстан, в спортивному комплексі «Даулет».
На чемпіонаті проводилися змагання з вільної та греко-римської боротьби серед чоловіків і вільної боротьби серед жінок.
Було розіграно двадцять чотири комплекти нагород — по вісім у вільній, греко-римській та жіночій боротьбі. Бронзові нагороди вручалися обом спортсменам, що виграли втішні сутички.

## Країни учасники
У змаганнях взяли участь 257 спортсменів, що представляли 17 збірних команд.
| - В'єтнам (11) - Йорданія (1) - Індія (22) - Ірак (9) - Іран (16) - Казахстан (24) | - Катар (3) - Киргизстан (19) - Китайський Тайбей (10) - КНР (23) - Монголія (16) - Південна Корея (20) | - Північна Корея (10) - Таджикистан (15) - Туркменістан (10) - Узбекистан (24) - Японія (24) |

## Загальний медальний залік
| Місце  | Країна         | Золото | Срібло | Бронза | Загалом |
| ------ | -------------- | ------ | ------ | ------ | ------- |
| 1      | Іран           | 7      | 1      | 3      | 11      |
| 2      | Казахстан      | 5      | 2      | 7      | 14      |
| 3      | Японія         | 3      | 3      | 7      | 13      |
| 4      | Киргизстан     | 2      | 3      | 4      | 9       |
| 5      | КНР            | 2      | 2      | 6      | 10      |
| 6      | Південна Корея | 2      | 0      | 4      | 6       |
| 7      | Монголія       | 1      | 7      | 4      | 12      |
| 8      | Узбекистан     | 1      | 1      | 4      | 6       |
| 9      | Північна Корея | 1      | 1      | 3      | 5       |
| 10     | Таджикистан    | 0      | 2      | 1      | 3       |
| 11     | Індія          | 0      | 1      | 5      | 6       |
| 12     | В'єтнам        | 0      | 1      | 0      | 1       |
| Всього | Всього         | 24     | 24     | 48     | 96      |

## Рейтинг команд
| Місце в рейтингу | Вільна боротьба (чоловіки) | Вільна боротьба (чоловіки) | Греко-римська боротьба (чоловіки) | Греко-римська боротьба (чоловіки) | Вільна боротьба (жінки) | Вільна боротьба (жінки) |
| Місце в рейтингу | Команда                    | Бали                       | Команда                           | Бали                              | Команда                 | Бали                    |
| ---------------- | -------------------------- | -------------------------- | --------------------------------- | --------------------------------- | ----------------------- | ----------------------- |
| 1                | Іран                       | 70                         | Казахстан                         | 63                                | Японія                  | 66                      |
| 2                | Монголія                   | 63                         | Киргизстан                        | 57                                | КНР                     | 64                      |
| 3                | Казахстан                  | 51                         | Іран                              | 53                                | Монголія                | 57                      |
| 4                | Узбекистан                 | 41                         | Південна Корея                    | 52                                | Казахстан               | 54                      |
| 5                | Японія                     | 40                         | Узбекистан                        | 51                                | Індія                   | 39                      |
| 6                | Киргизстан                 | 37                         | Японія                            | 40                                | В'єтнам                 | 37                      |
| 7                | Таджикистан                | 32                         | КНР                               | 39                                | Узбекистан              | 33                      |
| 8                | Індія                      | 29                         | Індія                             | 30                                | Північна Корея          | 32                      |
| 9                | КНР                        | 28                         | Таджикистан                       | 23                                | Киргизстан              | 26                      |
| 10               | Південна Корея             | 19                         | Північна Корея                    | 12                                | Китайський Тайбей       | 20                      |

## Медалісти

### Чоловіки

#### Вільна боротьба
| Категорія | Золото                         | Срібло                            | Бронза                            |
| 57 кг     | Казахстан Расул Калієв         | Монголія Дамдинбазарин Цогтбаатар | Киргизстан Самат Надирбек-уулу    |
| 57 кг     | Казахстан Расул Калієв         | Монголія Дамдинбазарин Цогтбаатар | Японія Фумітака Морисіта          |
| 61 кг     | Іран Масуд Есмаейльпур         | Індія Баджранг Кумар              | Казахстан Даулет Ніязбеков        |
| 61 кг     | Іран Масуд Есмаейльпур         | Індія Баджранг Кумар              | Монголія Нармандахин Лхамгармаа   |
| 65 кг     | Іран Ахмад Мохаммаді           | Північна Корея Кан Джин Хьок      | Узбекистан Фуркат Фарманов        |
| 65 кг     | Іран Ахмад Мохаммаді           | Північна Корея Кан Джин Хьок      | Монголія Батчулууни Батмагнай     |
| 70 кг     | Іран Мустафа Хоссейнхані       | Таджикистан Соміршо Вохідов       | Японія Кен Хосака                 |
| 70 кг     | Іран Мустафа Хоссейнхані       | Таджикистан Соміршо Вохідов       | Узбекистан Іхтійор Наврузов       |
| 74 кг     | Іран Реза Афзалі               | Монголія Пуревжавин Онорбат       | Японія Рьойші Яманака             |
| 74 кг     | Іран Реза Афзалі               | Монголія Пуревжавин Онорбат       | Киргизстан Іннокентій Іннокентьєв |
| 86 кг     | Іран Мейзам Мустафа-Джохар     | Казахстан Аслан Кахідзе           | Монголія Оргодолин Уйтумен        |
| 86 кг     | Іран Мейзам Мустафа-Джохар     | Казахстан Аслан Кахідзе           | Узбекистан Рашид Курбанов         |
| 97 кг     | Монголія Доржхандин Хюдербулга | Киргизстан Магомед Мусаєв         | Таджикистан Рустам Іскандарі      |
| 97 кг     | Монголія Доржхандин Хюдербулга | Киргизстан Магомед Мусаєв         | Індія Сативарт Кадіян             |
| 125 кг    | Іран Комейл Гасемі             | Монголія Нацагсюренгійн Золбоо    | КНР Шань Хай                      |
| 125 кг    | Іран Комейл Гасемі             | Монголія Нацагсюренгійн Золбоо    | Казахстан Даулет Шабанбай         |

#### Греко-римська боротьба
| Категорія | Золото                         | Срібло                         | Бронза                        |
| 59 кг     | Узбекистан Ельмурат Тасмурадов | Японія Сінобу Ота              | Північна Корея Юн Вон Чол     |
| 59 кг     | Узбекистан Ельмурат Тасмурадов | Японія Сінобу Ота              | Киргизстан Канибек Жолчубеков |
| 66 кг     | Киргизстан Руслан Царьов       | Таджикистан Хусрав Облобердієв | Казахстан Айбек Єнсеханов     |
| 66 кг     | Киргизстан Руслан Царьов       | Таджикистан Хусрав Облобердієв | Південна Корея Рю Хан Су      |
| 71 кг     | Південна Корея Чон Джи Хен     | Казахстан Максат Єрежепов      | Індія Крішан Кант Ядав        |
| 71 кг     | Південна Корея Чон Джи Хен     | Казахстан Максат Єрежепов      | КНР Чжан Рідон                |
| 75 кг     | Південна Корея Кім Хьон У      | Японія Такехіро Канакубо       | Іран Саєд Абдевалі            |
| 75 кг     | Південна Корея Кім Хьон У      | Японія Такехіро Канакубо       | КНР Ян Бінь                   |
| 80 кг     | Киргизстан Жанарбек Кенжеєв    | Іран Юсеф Хадерян              | Південна Корея Кім Юн Хьон    |
| 80 кг     | Киргизстан Жанарбек Кенжеєв    | Іран Юсеф Хадерян              | Казахстан Азамат Кустубаєв    |
| 85 кг     | Казахстан Нурсултан Турсинов   | Узбекистан Руслан Ассакалов    | Індія Маной Кумар             |
| 85 кг     | Казахстан Нурсултан Турсинов   | Узбекистан Руслан Ассакалов    | Іран Моджтаба Карімфар        |
| 98 кг     | Казахстан Єрулан Іскаков       | Японія Акіра Осака             | Іран Алі Аліярі               |
| 98 кг     | Казахстан Єрулан Іскаков       | Японія Акіра Осака             | КНР Сяо Ді                    |
| 130 кг    | Іран Бехнам Мехдізаде          | Киргизстан Мурат Рамонов       | Узбекистан Аброр Мамасалієв   |
| 130 кг    | Іран Бехнам Мехдізаде          | Киргизстан Мурат Рамонов       | Південна Корея Кім Йон Мін    |

### Жінки

#### Вільна боротьба
| Категорія | Золото                    | Срібло                           | Бронза                        |
| 48 кг     | Казахстан Тетяна Аманжол  | Монголія Ерденесухійн Нарангерел | Японія Анна Івамуре           |
| 48 кг     | Казахстан Тетяна Аманжол  | Монголія Ерденесухійн Нарангерел | Південна Корея Лі Ю Мі        |
| 53 кг     | КНР Чжун Сюечунь          | В'єтнам Нгуєн Тхі Луа            | Киргизстан Розалія Тілегенова |
| 53 кг     | КНР Чжун Сюечунь          | В'єтнам Нгуєн Тхі Луа            | Японія Хікарі Сугавара        |
| 55 кг     | Північна Корея Чон Ін Сун | Монголія Пуревдоржийн Орхон      | Казахстан Аїм Абдільдіна      |
| 55 кг     | Північна Корея Чон Ін Сун | Монголія Пуревдоржийн Орхон      | КНР Гуань Яцзин               |
| 58 кг     | Японія Рісако Каваї       | Монголія Батаржавин Шоовдор      | Індія Пуджа Дханда            |
| 58 кг     | Японія Рісако Каваї       | Монголія Батаржавин Шоовдор      | Північна Корея Хан Кум-Ок     |
| 60 кг     | КНР Чжан Лань             | Киргизстан Айсулуу Тинибекова    | Монголія Сухегійн Церенчимед  |
| 60 кг     | КНР Чжан Лань             | Киргизстан Айсулуу Тинибекова    | Японія Харука Сато            |
| 63 кг     | Японія Юріка Іто          | КНР Хань Ін'янь                  | Північна Корея Кім Ран Мі     |
| 63 кг     | Японія Юріка Іто          | КНР Хань Ін'янь                  | Казахстан Катерина Ларіонова  |
| 69 кг     | Японія Сара Досьо         | Монголія Шархугійн Туменцерсег   | Казахстан Ельміра Сиздикова   |
| 69 кг     | Японія Сара Досьо         | Монголія Шархугійн Туменцерсег   | КНР Ян Бінь                   |
| 75 кг     | Казахстан Гюзель Манюрова | КНР Чжоу Фен                     | Індія Джуті                   |
| 75 кг     | Казахстан Гюзель Манюрова | КНР Чжоу Фен                     | Японія Хірое Судзукі          |